# Templo de Seul
O Templo de Seul (hangul: 한국 서울 성전) é o 37º templo em operação de A Igreja de Jesus Cristo dos Santos dos Últimos Dias.

## História
O primeiro membro da igreja na Coreia do Sul foi batizado em 1951. Naquela época, a Coreia estava no meio de uma guerra contra os exércitos comunistas, com a intervenção da ONU. Militares santos dos últimos dias dos Estados Unidos foram os primeiros a levar os ensinamentos da Igreja SUD para a região.
Os primeiros missionários da igreja chegaram à Coreia do Sul em 1954. Alguns anos depois, o apóstolo da igreja Boyd K. Packer foi designado para viajar para a Coreia do Sul e encontrar um lugar onde construir um templo . Depois de considerar vários locais, Packer finalmente escolheu a propriedade que a igreja havia comprado quase duas décadas antes. Em 1981, foi feito o anúncio de um templo em Seul.
Gordon B. Hinckley, da Primeira Presidência da Igreja, dedicou o Templo de Seul, Coreia, em 14 de dezembro de 1985.  As paredes do templo são feitas de granito coreano com seis torres brancas. Um tradicional "telhado centenário" de telhas dá ao templo uma aparência tipicamente coreana. No interior, o templo é decorado com delicadas pinturas a pincel, molduras de madeira intrincadas, revestimentos de parede de seda, folhas de ouro, lustres em forma de cúpula e móveis de laca branca incrustados com madrepérola.
Após a dedicação do templo, um sistema de metrô foi construído em conjunto com as Olimpíadas de Verão de 1988 em Seul. O sistema incluía uma linha que terminava bem na base da colina onde o templo foi construído, tornando o templo ainda mais acessível para os membros da igreja.
O templo está localizado perto do que hoje é a Estação Sinchon na Linha 2 do Metrô de Seul . Esta estação está localizada perto de quatro grandes universidades sul-coreanas: Universidade Yonsei, Universidade Hongik, Universidade Feminina Ewha e Universidade Sogang.
O Templo de Seul, na Coreia, tem um total de 28 057 pés quadrados (2 600 m2) , quatro salas de ordenanças e três salas de selamento.
Em 2020, como todos os outros templos da igreja, o Templo de Seul Coreia foi fechado temporariamente durante o ano em resposta à COVID-19. Em 27 de julho de 2020 o Templo de Seul abriu para a 2ºFase que permite realizar todas as ordenanças próprias (Iniciatórias, Investiduras e Selamentos).

## Presidentes do Templo de Seul
Desde sua fundação, em 1985, o Templo de Seul esteve no comando de 14 presidentes:
- 2025–presente: Taegul Jung
- 2021–2025: Hee Keun Oh
- 2019–2021: Chiwon Kim
- 2016–2019: Hyae-Kee Min
- 2013–2016: Yong Hwan Lee
- 2010–2013: Pyung Jong Son
- 2006–2010: Jong Chul Jun
- 2003–2006: Do Whan Lee
- 2000–2003: Ronald Kalmar Nielsen
- 1996–2000: In Sang Han
- 1993–1996: Yeong Cheon Bae
- 1990–1993: Byung Kyu Pak
- 1988–1990: Spencer John Palmer
- 1985–1988: Robert Henry Slover

### Posicionamento sobre relações homoafeativas
O Templo de Seul foi alvo de críticas em relação a defesa da nomenclatura "casamento" somente entre um homem e uma mulher. Nesse contexto, Ronald Nielsen, que presidiu a Igreja entre 2000 a 2003, rebateu as alegações, afirmando que não é contra o casamento homoafetivo, desde que isso seja tratado apenas como uma união civil, e não como um casamento.
| “ | As pessoas nos consideram anti-gays, NÓS NÃO SOMOS anti-gays. Nós somos a favor da família, e é por isso que não queríamos que uniões homoafetivas fossem confundidas com o que chamamos de casamento adequado entre um homem e uma mulher. Então, se você chama isso de casamento e aquilo também de casamento, haverá confusão. Se quiser chamar de união civil, tudo bem. Mas não chame de casamento. Queremos manter o casamento como algo especial, sagrado para aqueles que se comprometem com ele. Mas, na igreja, nós somos totalmente a favor dos direitos dos gays, quero dizer, eles podem ter todos os tipos de direitos civis, e estamos bem com isso. | ” |
|   | — Ronald Nielsen. |   |